# Ulica Generała Władysława Sikorskiego w Gorzowie Wielkopolskim
Ulica Generała Władysława Sikorskiego (niem. Richtstr.) – jedna z głównych ulic gorzowskiego Śródmieścia, prowadząca od gazowni i rogu ulic Żelaznej i 11 listopada, poprzez centrum miasta, do ulic Zbigniewa Herberta i Dzieci Wrzesińskich, gdzie przechodzi w ulicę Warszawską.

## Charakterystyka
Na odcinku od Żelaznej do Jancarza, ulica Sikorskiego posiada dwie jezdnie, po dwa pasy każda, wydzielone jest także biegnące między jezdniami torowisko tramwajowe. Następnie między ulicą Jancarza a aleją Konstytucji 3 Maja, jest to ulica jednopasmowa i jednokierunkowa (ruch samochodowy jedynie w kierunku wschodnim). Między al. Konstytucji a Katedrą i skrzyżowaniem z ulicą Chrobrego (na tym odcinku nawierzchnia drogi znajduje się w bardzo złym stanie technicznym) i dalej do skrzyżowania z Dzieci Wrzesińskich i Zbigniewa Herberta, jest to jednojezdniowa droga, z dwoma pasami ruchu, bez wydzielonego torowiska tramwajowego. Od Katedry, na odcinku około 150 metrów ulica stanowi północną granicę Starego Rynku

## Otoczenie
Ulica Władysława Sikorskiego przechodzi równoleżnikowo przez niemal całe centrum miasta, dzięki czemu znajduje się przy niej wiele ważnych obiektów użyteczności publicznej
- Park Wiosny Ludów (tzw. Park Róż)
- WiMBP w Gorzowie - Wojewódzka i Miejska Biblioteka Publiczna im. Zbigniewa Herberta
- ZUS - oddział w Gorzowie
- Urząd Miasta

## Tramwaje
Na całej długości ulicy biegnie nią torowisko tramwajowe tramwajowe między pętlami Wieprzyce i Silwana. Na odcinku między ulicą Edwarda Jancarza, a domem handlowym Rolnik, tramwaje poruszają się po jednym torze, poza tym wyjątkiem tramwaje mogą poruszać się po dwóch torach. Na ulicy znajdują się przystanki (od zachodu): Gazownia, Jancarza, Zakład Energetyczny oraz Katedra. Kursują tędy linie 1 i 2, natomiast na odcinku od Katedry do ulicy Cichońskiego - linie 1 i 3.

## Handel
Ulica Sikorskiego przez wiele lat spełniała funkcje jednej z najważniejszych ulic handlowych miasta, choć z uwagi na rozwój innych części Śródmieścia oraz powstanie nowych centrów handlowych jej rola w ostatnich latach spadła. Przy ulicy znajdują jednak liczne sklepy oraz pawilony handlowe. Do największych obiektów handlowych należą: centra handlowe Park 111 oraz Galeria Młyńska, a także dom handlowy Rolnik.